# Pidhirne, Mîhailivka
Pidhirne (în ucraineană Підгірне) este un sat în comuna Mareanivka din raionul Mîhailivka, regiunea Zaporijjea, Ucraina.

## Demografie
Componența lingvistică a localității Pidhirne
     Rusă (51,16%)
     Ucraineană (46,51%)
     Belarusă (2,33%)
Conform recensământului din 2001, majoritatea populației localității Pidhirne era vorbitoare de rusă (51,16%), existând în minoritate și vorbitori de ucraineană (46,51%) și belarusă (2,33%).